# Adenomera heyeri
Adenomera heyeri е вид жаба от семейство Жаби свирци (Leptodactylidae). Видът не е застрашен от изчезване.

## Разпространение и местообитание
Разпространен е в Бразилия (Амапа и Пара), Суринам и Френска Гвиана.
Обитава гористи местности и хълмове в райони с тропически и субтропичен климат.

## Описание
Популацията на вида е стабилна.